# Kanadyjska Królewska Policja Konna

Flaga RCMP

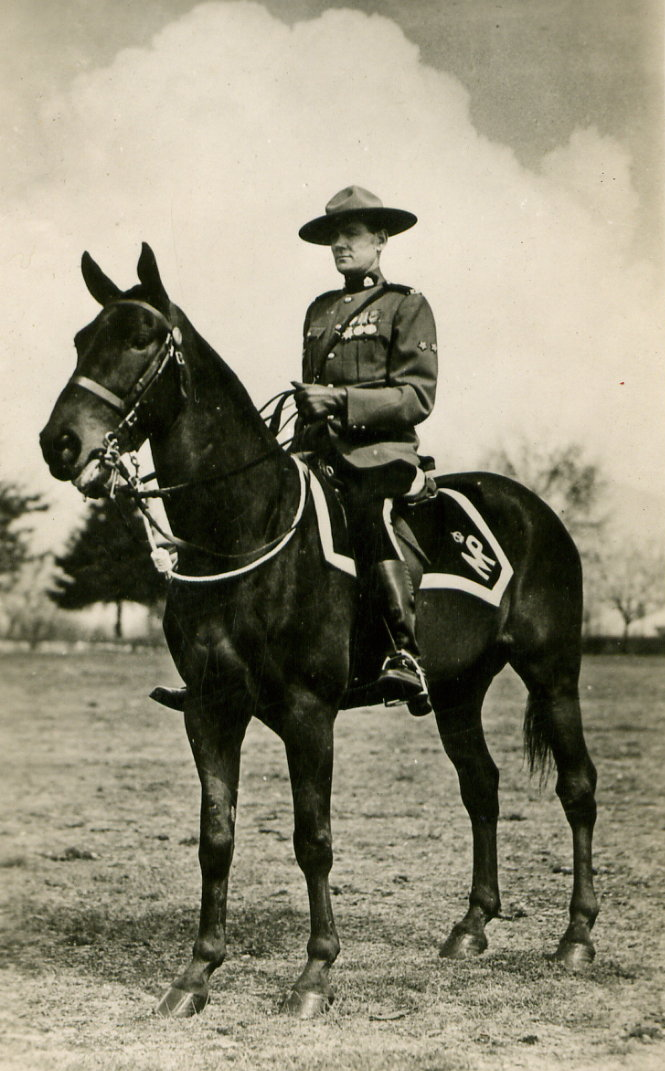
Kanadyjski policjant na koniu (ok. 1917)

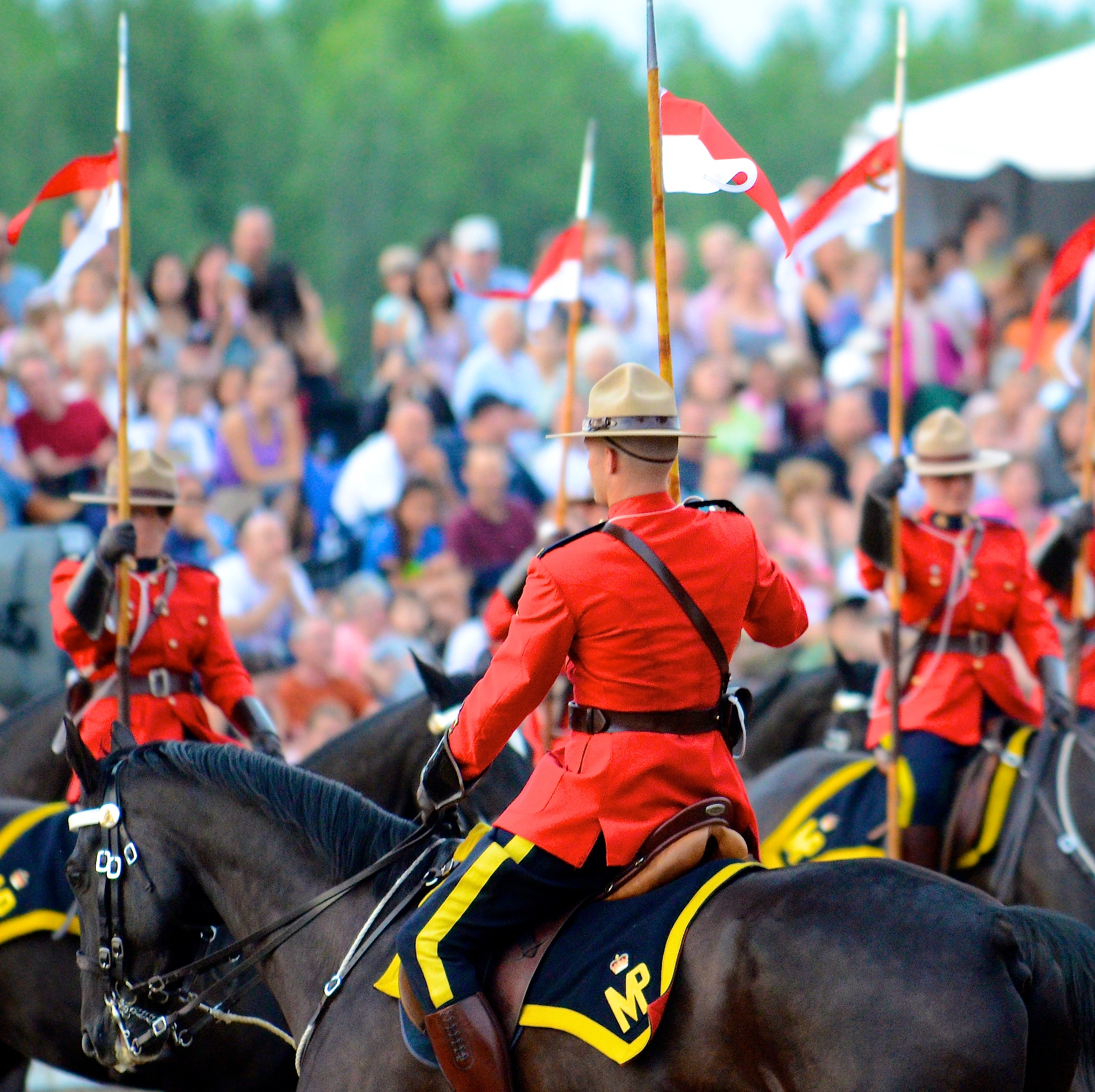
Kanadyjscy policjanci konni na paradzie (2012)

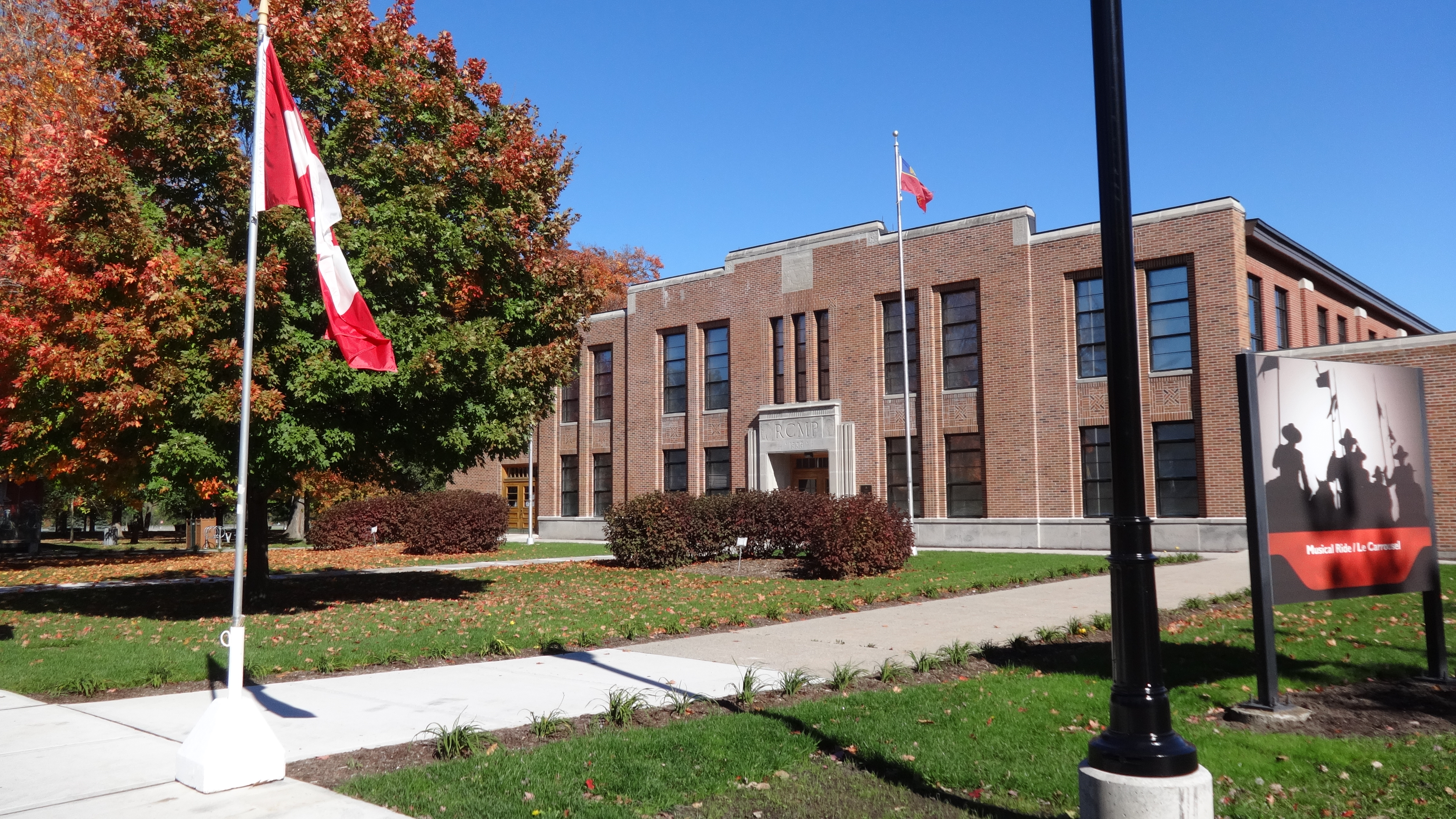
Kwatera główna w Ottawie

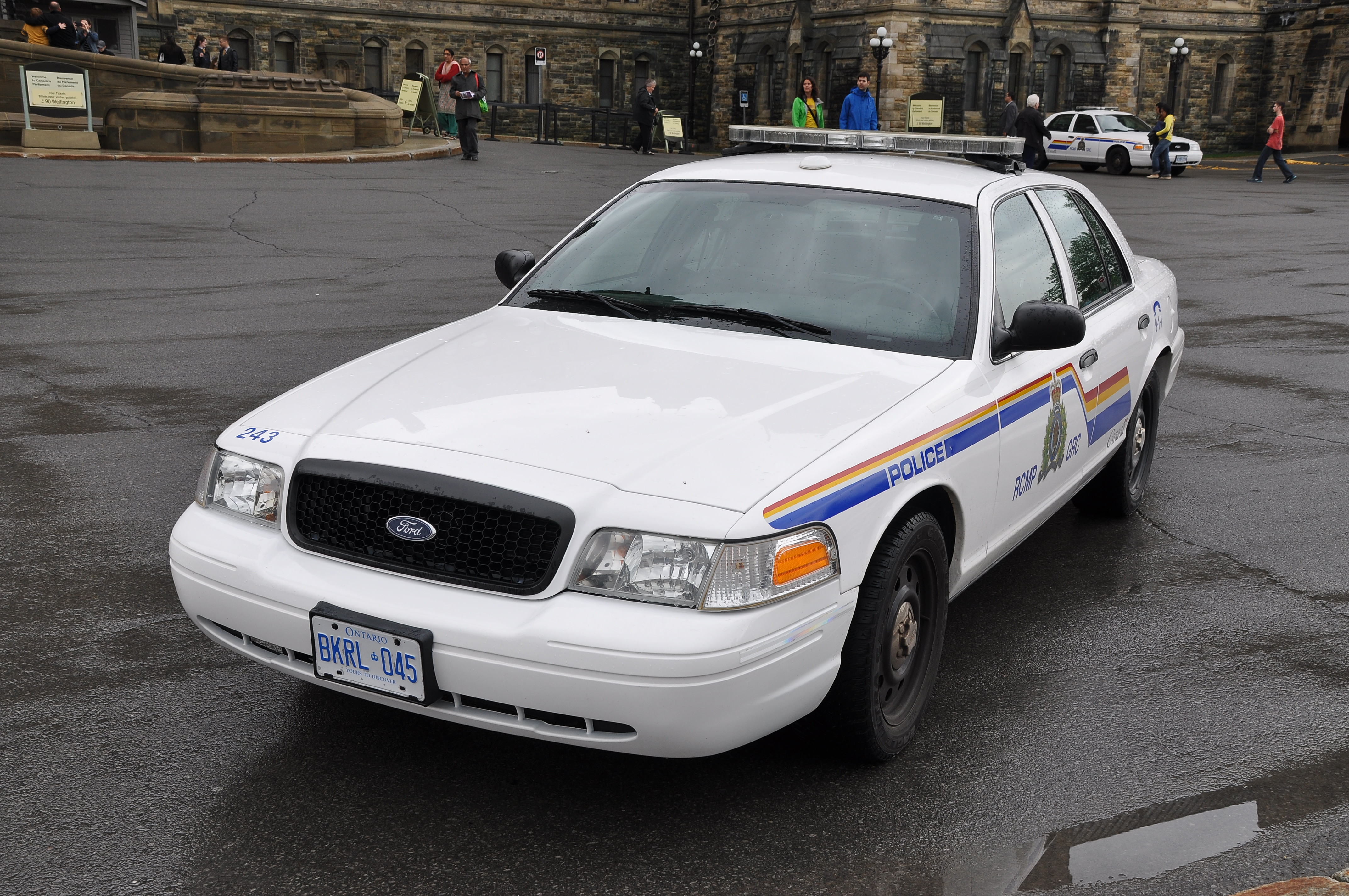
Ford Crown Victoria, podstawowy radiowóz kanadyjskiej policji

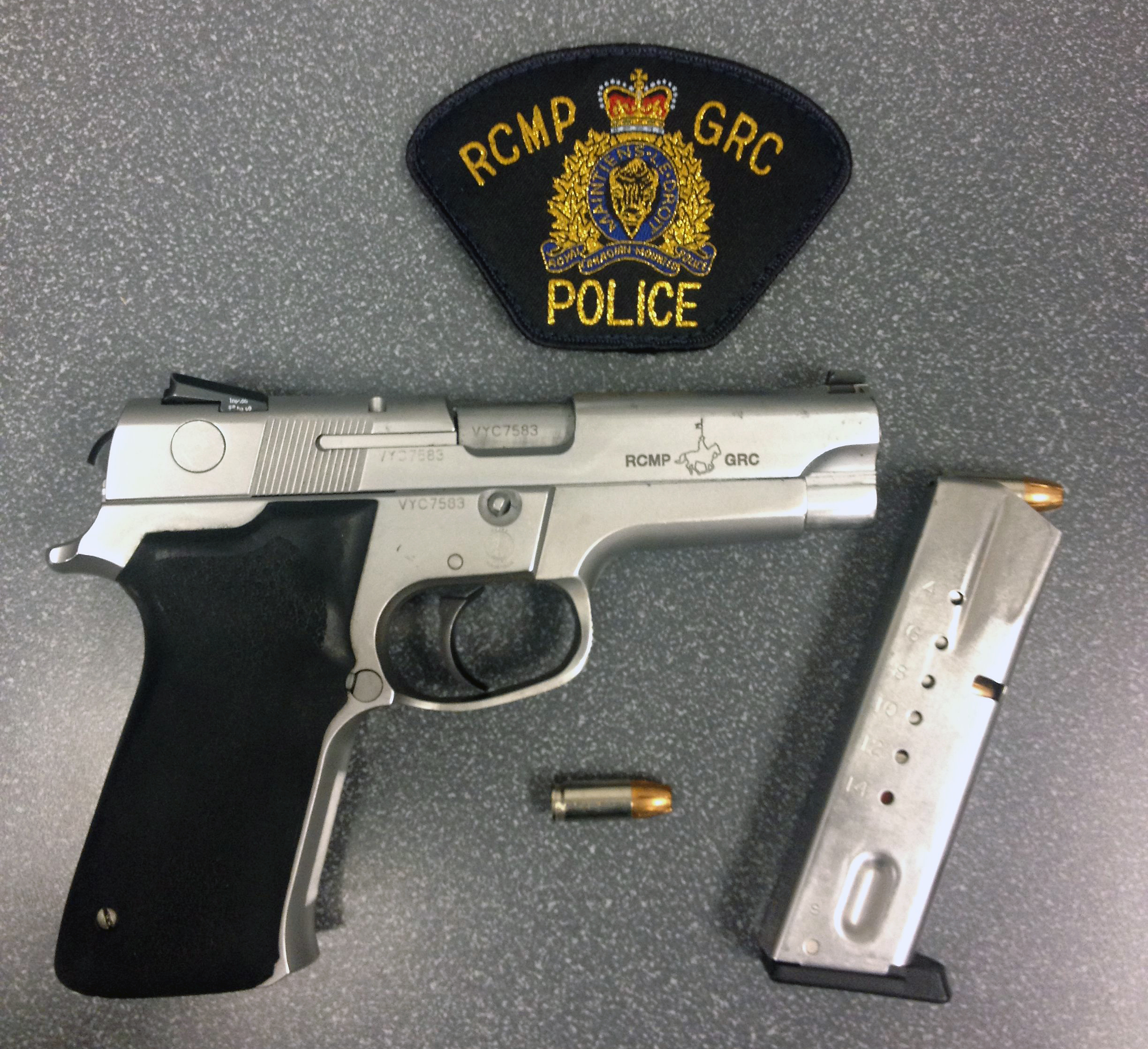
Pistolet Smith & Wesson Model 5946, regulaminowa broń kanadyjskich policjantów

Kanadyjska Królewska Policja Konna (ang. Royal Canadian Mounted Police, potocznie zwana Mounties) albo Żandarmeria Królewska w Kanadzie (fr. Gendarmerie Royale du Canada), w skrócie RCMP/GRC – kanadyjska policja federalna będąca wykonawczą i pomocniczą agencją kanadyjskiego federalnego ministerstwa bezpieczeństwa publicznego – Ministry of Public Safety and Emergency Preparedness.
W przeciwieństwie do swoich odpowiedników w innych krajach, np. FBI w USA, RCMP spełnia także funkcje na poziomie prowincjonalnym, samorządowym, a nawet korporacyjnym. Osiem z dziesięciu prowincji Kanady i wszystkie trzy terytoria (wyjątkiem są posiadające swe policje prowincjonalne Ontario i Quebec), 198 miast, 192 samorządy indiańskie i 172 przedsiębiorstwa (np. wiele lotnisk) korzysta z kontraktowych usług RCMP.

## Zadania RCMP/GRC
Do najważniejszych zadań RCMP/GRC należą:
- zwalczanie przestępczości zorganizowanej
- dochodzenia w sprawie afer korupcyjnych i wszelkich form defraudacji
- zwalczanie i zapobieganie terroryzmowi
- międzynarodowa polityka policyjna
- bezpieczeństwo w gminach indiańskich
- przestępczość nieletnich

## Organizacja i liczebności RCMP/GRC
Siły RCMP/GRC podzielone są na cztery regiony, z których każdy dzieli się na pewną liczbę dywizji:
- Region Atlantycki (Atlantic Region) z siedzibą w Halifaksie
  - Dywizja H – Nowa Szkocja
  - Dywizja B – Nowa Fundlandia i Labrador
  - Dywizja J – Nowy Brunszwik
  - Dywizja L – Wyspa Księcia Edwarda
- Region Centralny (Central Region) z siedzibą w Ottawie
  - Dywizja A – Region stołeczny (National Capital Region)
  - Dywizja O – Ontario Division Ontario
  - Dywizja C – Quebec
- Region Północno-Zachodni (West Region) z siedzibą w Reginie
  - Dywizja D – Manitoba
  - Dywizja F – Saskatchewan
  - Dywizja G – Terytoria Północno-Zachodnie
  - Dywizja V – Nunavut
  - Dywizja K – Alberta
- Region Pacyfiku (Pacific Region) z siedzibą w Vancouver
  - Dywizja E – Kolumbia Brytyjska
  - Dywizja M – Yukon
- Wydział Operacyjny (Operations)
  - Operacje federalne i międzynarodowe (Federal and International Operations)
  - Służba ochrony (Protective Policing Services)
  - Służba miejska, kontraktowa i polityki indiańskiej (Community, Contract and Aboriginal Police)
  - Usługi (Services)
  - Wywiad kryminalny (Criminal Inteligence Service)
  - Wydział Techniczny (Technical Operations)
- Wydział Polityki narodowej (National Policy Service)
  - Laboratorium kryminalne
  - Wydział informacji i identyfikacji (Informational and Indentyfikation Services)
- Wydział Strategiczny (Strategic Direction)
  - Polityka Strategiczna i Planowanie (Strategic Policy and Planning)
  - Sprawy Publiczne i Informacja (Public Affairs and Information)
  - Komunikacja krajowa (National Communications)
  - Organizacja i strategia (Organization and Strategy)
- Sprawy wewnętrzne (Corporate Management & Comptrollership)
  - Zarządzanie majątkiem (Asset Management)
  - Zarządzanie (Business Solutions)
  - Finanse (Finance)
  - Kontrola wewnętrzna (Internal Audit)
  - Strategia organizacyjna (Organization Strategy)
- Dział Informatyczny (Informatics)
- Dział kadrowy (Human Resources)
- Sprawy etyki zawodowej (Ethics Advisor)

oraz dodatkowe:
- Służba powietrzna i morska (Air and Marine Services)
- Dział szkoleniowy (Depot Devision – Training Academy) z siedzibą w Reginie
- Szkoła policyjna (Canadian Police College) z siedzibą w Ottawie

## Stopnie
| Nazwa angielska        | Nazwa francuska            | Grafika |
| ---------------------- | -------------------------- | ------- |
| Commissioner           | Commissaire                |         |
| Deputy Commissioner    | Sous-commissaire           |         |
| Assistant Commissioner | Commissaire adjoint        |         |
| Chief Superintendent   | Surintendant principal     |         |
| Superintendent         | Surintendant               |         |
| Inspector              | Inspecteur                 |         |
| Corps Sergeant Major   | Sergent-major du corps     |         |
| Sergeant Major         | Sergent-major              |         |
| Staff Sergeant Major   | Sergent-major d'état major |         |
| Staff Sergeant         | Sergent d'état-major       |         |
| Sergeant               | Sergent                    |         |
| Corporal               | Caporal                    |         |
| Constable              | Gendarme                   |         |
| Cadet                  | Cadet                      |         |